# Mayday – Alarm im Cockpit
Mayday – Alarm im Cockpit ist eine in Kanada seit 2003 produzierte Dokudrama-Fernsehserie, die Flugunfälle und Zwischenfälle behandelt. Sie wird international ausgestrahlt. Unter dem Titel Crash Scene Investigation werden auch Eisenbahn- und Schiffsunglücke thematisiert.

## Handlung
Mayday stellt in jeder Folge den Flug nach, wobei die Folgen meistens am Flughafen beginnen. Die Innenaufnahmen werden mit Schauspielern gedreht, wobei jeweils dieselbe Kabine je nach Farben der Airline unterschiedlich eingerichtet wird, die Außenansichten sind Animationen. Der ganze Flug wird mit Unfall und Folgen realitätsnah dargestellt. Wenn möglich, werden auch Interviews mit Augenzeugen oder Passagieren in die Handlung eingebettet. Nachdem der Flug und der Unfall dargestellt wurden, werden die Untersuchungen nachgestellt. Am Ende wird ein kurzes Fazit gezogen oder herausgestellt, welche Sicherheitsvorgaben durch die Ermittlungen in der Luftfahrtindustrie durchgesetzt wurden.
Eine ähnliche Machart weist die US-amerikanische Serie Sekunden vor dem Unglück auf, die zwei Jahre später startete. Dort werden allerdings Unglücke unterschiedlichster Art behandelt, während Mayday - Alarm im Cockpit fast ausschließlich Unfälle im Flugverkehr nachzeichnet.

## Produktion
Cineflix startete die Produktion für Mayday am 13. August 2002 mit einem Budget von 2,5 Millionen CDN$, nachdem Channel Five die sechsteilige 1-Stunden-Serie in Produktion genommen hatte. Um die Kosten niedrig zu halten, wurde der größte Teil der Produktion in den Büros von Cineflix in Toronto, Ontario, Kanada, durchgeführt. Während der Produktion wurde die Serie an France 5, Discovery Channel und Canal D verkauft. Am 2. Juni 2003 gab Cineflix bekannt, dass sie die Serie an TVNZ, Seven Network und die Holland Media Group verkauften. Später im Jahr, am 10. Oktober, einen Monat vor der Ausstrahlung der ersten Staffel, gab Cineflix bekannt, dass sie einen wichtigen internationalen Deal mit dem National Geographic Channel abgeschlossen hatten, um Mayday in 144 Länder und 26 Sprachen zu bringen.
Im Jahr 2011 strahlte Smithsonian Networks die fünfte Staffel aus, welche in Air Disasters umbenannt wurde, was es zum ersten Mal in den USA machte, dass Mayday auf einem anderen Sender als National Geographic gesendet wurde. Am 25. Januar 2012 gab Cineflix Rights bekannt, dass die Staffeln 8, 9 und 11 (23 Episoden) an Smithsonian Networks verkauft werden. Am 28. März 2014 kündigte Cineflix Rights einen Vertrag mit Smithsonian Networks für die Staffeln 3, 4 und 13 (34 Episoden) an.

## Ausstrahlung

### Deutschland
In Deutschland wurden bisher Folgen von Mayday – Alarm im Cockpit unter anderem bei
- Disney+
- National Geographic Channel
- Deutsches Anleger Fernsehen
- RTL
- Super RTL
- VOX
- n-tv
- ProSieben
- Welt
- DMAX
- Nitro
- Spiegel TV[7]
- Kabel Eins Doku[8]
- N24 Doku
- Bild TV

ausgestrahlt.
Dabei werden teilweise auch Folgen von verschiedenen Sendern mehrfach synchronisiert.

### Österreich
In Österreich wurden bisher Folgen von Mayday – Alarm im Cockpit unter anderem bei
- National Geographic Channel
- Canal+ Austria

ausgestrahlt.

### Schweiz
In der Schweiz wurden bisher Folgen von Mayday – Alarm im Cockpit bei
- S1
- 4+
- 5+

ausgestrahlt.

### USA
Unter Mayday: Air Disaster wurden in den USA bisher Folgen bei
- National Geographic Channel
- National Geographic Channel HD

ausgestrahlt.

### Kanada
Mayday: Air Emergency wurde bisher in Kanada bei
- Discovery Channel Canada
- Canal D

ausgestrahlt.

### Großbritannien
Wie in Australien heißen auch in Großbritannien die Folgen Mayday: Air Crash Investigation. Die Folgen wurden bisher bei
- Channel 5
- National Geographic Channel
- National Geographic Channel HD

ausgestrahlt.

### Polen
Unter Katastrofa w przestworzach wurden in Polen die Folgen bisher bei
- TVN
- TV Puls (unter Podniebny horror)
- National Geographic Channel
- National Geographic Channel HD

ausgestrahlt.

### Russland
Unter Rassledowanija awiakatastrof wurden in Russland die Folgen bisher bei
- Perwy kanal (als Spassite naschi duschi)
- TV3 (als Signal bedstwija)
- National Geographic Channel
- National Geographic Channel РВ

ausgestrahlt.

### Spanischamerika und Spanien
In Spanischamerika und Spanien wurden die Folgen bisher als Mayday: Catástrofes aéreas ausgestrahlt.

## Auszeichnungen
- 2004: Nominierung für den Canadian Society of Cinematographers Award (CSC Award) für die Folge Blindflug (Michael Boland)
- 2008: Nominierung für den Canadian Society of Cinematographers Award für die Folge Ein Jet im Gleitflug (D. Gregor Hagey)
- 2009: Nominierung für den Canadian Society of Cinematographers Award für die Folge Fatale Ablenkung (D. Gregor Hagey)
- 2010: Gemini Award für die Folge Der Anschlag von Lockerbie (Bester Schnitt bei einer Dokumentation oder Serie – Sharon Zupancic)